# Берлингуэр, Энрико
Энри́ко Берлингуэ́р (итал. Enrico Berlinguerо файле; 25 мая 1922, Сассари — 11 июня 1984, Падуя) — итальянский политик, секретарь Итальянской коммунистической партии с 1972 года вплоть до своей кончины. При нём произошёл постепенный переход ИКП с позиций марксизма-ленинизма на позиции еврокоммунизма и мирного сосуществования с представителями иных политических взглядов. Нараставшее недоверие между ИКП и КПСС закончилось полным разрывом в 1980 году, когда Берлингуэр открыто осудил ввод советских войск в Афганистан. Берлингуэру не удалось достичь главной цели — формирования коммунистического правительства или хотя бы ввода коммунистов в правительство, но при нём резко возросло представительство коммунистов в местных органах власти Италии.

## Биография

### Ранние годы
Родился 25 мая 1922 года в Сассари, сын Марио Берлингуэра и Марии Лорига (Maria Loriga). Выходец из старинной дворянской семьи каталонского и немецкого происхождения, представленной в феодальном парламенте Сардинского королевства (Stamenti) и связанной родственными отношениями с другими известными фамилиями, такими как Сильенти (Siglienti), Сатта Бранка (Satta Branca), Сеньи (Segni) и Коссига (Cossiga). Христианско-демократические президенты Италии Франческо Коссига и Антонио Сеньи приходились ему дальними родственниками.
Дед, Энрико Берлингуэр (старший), был приятелем и известным последователем идей Джузеппе Мадзини и Джузеппе Гарибальди. Отец, Марио Берлингуэр, в 1924 году был избран в Палату депутатов по либерально-демократическому списку, член авентинского блока, в 1943—1947 годах состоял в Сардинской партии действия, впоследствии — социалист.
Энрико-младший провёл детство в Сассари, учился в местном классическом лицее имени Адзуни. В 1936 году потерял мать, в 1940 году поступил на юридический факультет университета Сассари, в 1943 окончил его, ввиду обстоятельств военного времени, по ускоренной программе, без сдачи всех экзаменов, но защитив дипломную работу «Философия и философия права от Гегеля до Кроче и Джентиле».

### Начало политической деятельности

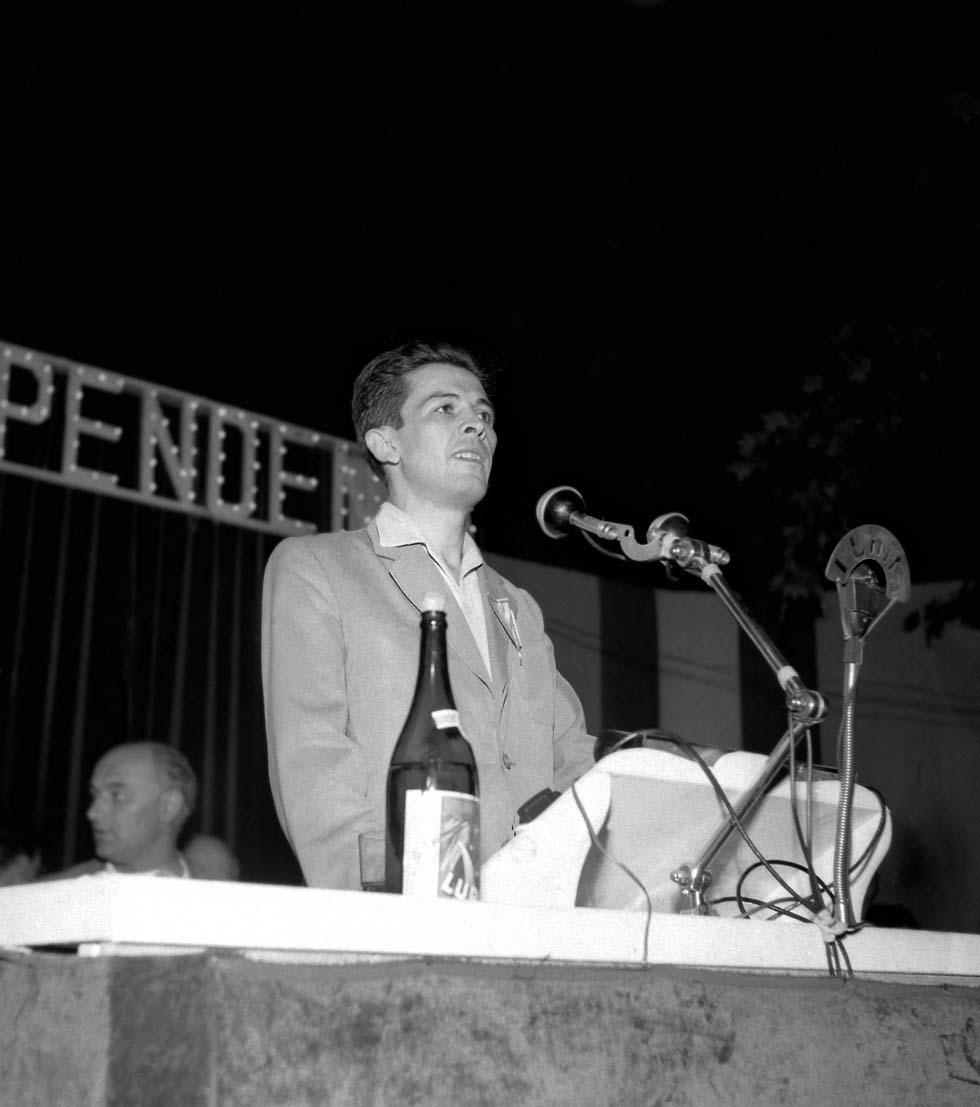
Молодой Энрико Берлингуэр

В 1937 году установил контакты с антифашистскими группами, в 1943 году вступил в Итальянскую коммунистическую партию и вскоре стал секретарём партийной ячейки в Сассари. 17 января 1944 года был арестован по обвинению в организации беспорядков и доставлен в казарму, названную именем его предка Джероламо Берлингуэра, жандарма Сардинского королевства, который в 1835 году захватил известного преступника по имени Баттиста Кану (впоследствии Энрико Берлингуэр был оправдан и 23 апреля того же года освобождён из-под ареста). Отбыв трёхмесячное заключение, отправился вместе с отцом в Салерно, где тот познакомил его со своим старым товарищем, лидером компартии Пальмиро Тольятти.
После войны возглавлял Молодёжный фронт (Fronte della gioventù), сначала в Милане, затем в Риме. В 1945 году вошёл в Центральный комитет ИКП, в 1948 году — в Правление (Direzione), с 1949 по 1956 год был генеральным секретарём Итальянской федерации коммунистической молодёжи (FGCI).
28 августа 1951 года пограничная полиция Италии изъяла у Берлингуэра паспорт при возвращении с Третьего всемирного фестиваля молодёжи и студентов в Берлине (ГДР). Министр внутренних дел Шельба официально объяснил эту акцию тем, что выступление Берлингуэра на фестивале представляло угрозу безопасности государства.

### Лидер Итальянской компартии
В 1968 году был избран в Палату депутатов, в 1969 году на 12-м съезде ИКП избран заместителем секретаря партии, а в марте 1972 года на 13-м съезде — генеральным секретарём. Участвуя в Совещании коммунистических и рабочих партий 1969 года в Москве, на которой делегация ИКП не согласилась с официальной политической линией и не поддержала итоговую резолюцию, Берлингуэр подверг резкой критике подавление «Пражской весны» силами ОВД (названное им «трагедией в Праге»), подчеркнув существенные разногласия в мировом коммунистическом движении в понимании социалистической демократии, национального суверенитета, свободы слова и культуры.
Основу его политики составили такие направления, как открытость партии по отношению к крестьянству и среднему классу, уделение значительного внимания проблемам молодёжи и женщин, обращение к европейским ценностям, которое выделило Итальянскую компартию в коммунистическом движении и в отношениях с Советским Союзом. Установки, выработанные ИКП под началом Берлингуэра, легли в основу принципов еврокоммунизма, о приверженности которым на встрече в Мадриде в 1977 году объявили генеральные секретари трёх крупнейших компартий Западной Европы — сам Берлингуэр, Сантьяго Каррильо (Коммунистическая партия Испании) и Жорж Марше (Французская коммунистическая партия).

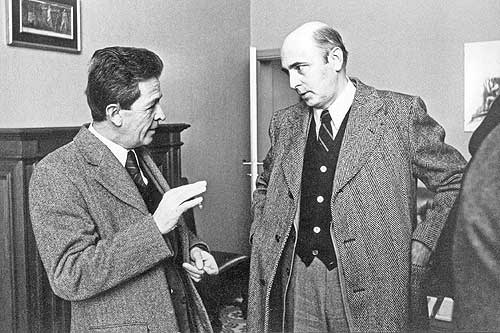
Энрико Берлингуэр и Джорджо Наполитано

ИКП при Берлингуэре также стремилась занять положение конструктивной оппозиции с целью участия в коалиционном правительстве. В серии из трёх статей, посвящённых анализу политической ситуации в Италии и уроков переворота против правительства «Народного единства» в Чили, которую Берлингуэр написал для теоретического журнала ИКП «Ринашита» в 1973 году, находясь на лечении после автомобильной катастрофы в Болгарии, он отстаивал стратегию достижения «исторического компромисса» между коммунистами и католиками, что политически означало коалицию ИКП и ХДП, как залог политической стабильности и противостояния угрозе ультраправого путча в стране. Такой подход привёл партию к успеху на местных выборах 1975 года и парламентских — 1976 года.
В условиях экономического кризиса и волны политического терроризма 70-х годов Берлингуэр поддерживал диалог с Альдо Моро по вопросу об условиях вхождения коммунистов в правительство. В марте 1978 года ИКП поддержала формирование второго правительства национального единства во главе с Джулио Андреотти и подверглась атаке со стороны социалистов за твёрдую позицию отказа от переговоров с террористами в ситуации с похищением Альдо Моро, а со стороны крайне левых — за продолжение линии исторического компромисса. После убийства Моро диалог коммунистов с христианскими демократами оборвался. По итогам выборов 1979 года представительство коммунистов в парламенте снизилось.
В апреле 1980 года, после разрыва с КПСС, по инициативе Берлингуэра итальянские коммунисты сблизились с Китайской компартией, а 15 декабря 1981 года была издана декларация ИКП об исчерпании ресурса обновления, привнесённого Октябрьской революцией 1917 года, и обращении партии к социал-демократическим идеалам.
Последним крупным заявлением Берлингуэра был призыв к солидарности между левыми партиями. 7 июня 1984 года он перенес кровоизлияние в мозг во время выступления на публичном собрании в Падуя. Он впал в кому в тот же день и умер 11 июня. Более миллиона человек присутствовали на его похоронах в Латеранской базилике на площади Сан-Джованни, которые стали крупнейшими похоронами в истории Италии на тот момент. Отражая его статус в итальянской политике, лидеры всех партий воздали должное его карьере, а Ватикан выразил соболезнования.

## Личная жизнь
26 сентября 1957 года Берлингуэр женился на Летиции Лауренти (через девять лет после знакомства). Регистрация брака состоялась в мэрии Рима, в присутствии только близких родственников. В 1959 году родилась дочь Бьянка (впоследствии — телеведущая канала TG3), в 1961 — Мария. Старшие дочери были названы в честь бабушек — по материнской и отцовской линии соответственно. В 1963 году родился Марко, а в 1970 — младшая дочь, Лаура.